# Atanáš Kopecký

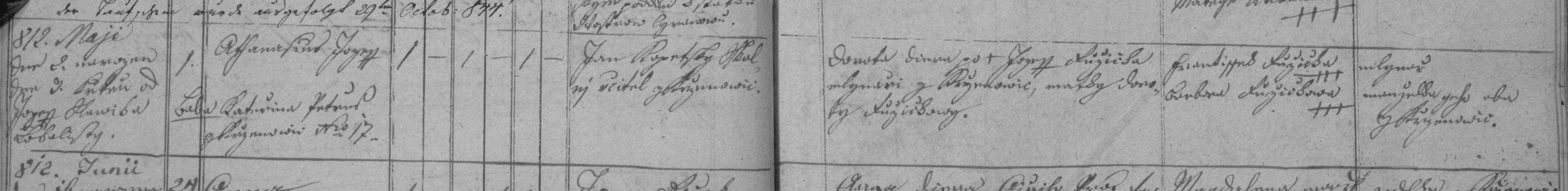
matriční zápis o narození a křtu Atanáše Kopeckého (matrika N 1801-1839 Chřenovice (SOA Zámrsk))

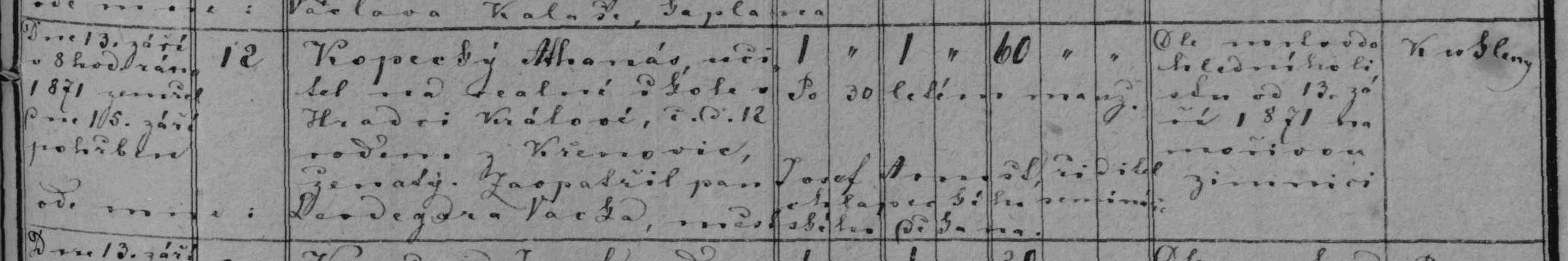
matriční zápis o úmrtí a pohřbu Atanáše Kopeckého (matrika Z 1846-1875 Hradec Králové (SOA Zámrsk))

Atanáš Kopecký, křtěný Athanasius Josef, též Athanas (* 2. května 1812, Chřenovice – 13. září 1871, Hradec Králové) byl český středoškolský pedagog, hospodářský odborník a významná postava občanských spolkových aktivit královéhradeckého regionu druhé poloviny 19. století. Nejvíce se proslavil vlastním chovem bourců morušových a pěstováním morušovníků bílých, tyto aktivity se staly podkladem pro založení České hedvábnické jednoty v Hradci Králové, jedné z nejvýznamnějších hedvábnických organizací 19. století v českých zemích. Proslul jako „český hedvábník“.

## Život

### Pedagogická činnost
Atanáš Kopecký se narodil v obci Chřenovice do rodiny místního učitele Jana Kopeckého a dcery chřenovického mlynáře Dorotě Kopecké, roz. Růžičkové. Stejně jako většina jeho sourozenců, příbuzných a předků se stal Atanáš Kopecký učitelem (již Atanášův dědeček František Kopecký byl po zavedení školní docházky vůbec prvním učitelem v Bohdanči). Po dokončení učitelské preparandy v Kutné Hoře se stal roku 1829 podučitelem, později byl v Praze atestován jako učitel pro hlavní školy. Při zaměstnání studoval dále, a tak mu bylo nakonec umožněno stát se středoškolským učitelem. Roku 1852 složil také zkoušky, které ho opravňovaly vykonávat funkci ředitele reálných škol. Ačkoli během svého profesního působení vystřídal řadu škol (v Kutné Hoře, Čáslavi, Příbrami a Praze), všude inklinoval k přírodním vědám – mnohdy nad rámec vyučovacích předmětů. V Příbrami na hlavní škole po sobě zanechal např. rozsáhlé přírodopisné sbírky, vlastní fyzikální přístroje a další učební materiály, v Kutné Hoře s žáky zase podnikal o školních prázdninách výlety po okolí, na kterých žáky vzdělával. V Kutné Hoře rovněž vytvořil rozsáhlou mineralogickou sbírku. Za svou činnost se stal brzy v měšťanských kruzích oblíbený, o čemž svědčí řada pochvalných listů.
Největšího ocenění se mu ale dostalo za uspořádání benefiční akce (jednalo o číselnou loterii) pro zřízení dětské opatrovny v Příbrami, kterou zaštiťoval Alois Lilla z Lilenbachu a jeho manželka Marie. V Příbrami získal řadu členů pro Matici českou a spoluinicioval vznik českého ochotnického divadla. V revolučním roce 1848 se zde stal desátníkem národní gardy.

### Hospodářská činnost
Od roku 1853 působil na nižší reálné škole v Hradci Králové, později též na vyšší reálné škole, nedělní řemeslnické škole a v kněžském semináři. V Hradci Králové setrval až do své smrti. Toto 18leté působení bylo opravdu klíčové, neboť v Hradci Králové vystoupil z role pedagoga a začal se ještě aktivněji podílet na občanském životě města i regionu. Do širšího povědomí vstoupil prvně svými odbornými hospodářskými přednáškami v rámci schůzí regionálních hospodářských spolků (Turnov, Kolín, Čáslav). Od roku 1860 začal usilovat o vznik hospodářské organizace přímo v Hradci Králové, která byla založena o dva roky později. Společně s Kopeckým měl na jejím vzniku největší zásluhu krajský hejtman Bedřich Jan Michna z Vacínova, poslední člen starého českého šlechtického rodu Michnů z Vacínova. Hned při první valné hromadě se sešlo téměř 400 menších regionálních rolníků, do čela spolku byl zvolen zkušený velkostatkář a aristokrat Jan Harrach.

### Česká hedvábnická jednota v Hradci Králové
Tou dobou se ale Kopecký již silně zajímal o hedvábnictví. Po prohrané válce v Itálii roku 1859 ztratilo Rakousko svá hedvábnická centra v Lombardii. Řada českých hospodářů tedy začala razit myšlenky, že by se hedvábnictví mohlo dobře ujmout v českých zemích. S velkochovem bourců začali v Čechách velkostatkáři, ale také řada občanských organizací. V roce 1861 vzniká např. Český spolek pro pěstování moruší a hedvábnictví v Praze a celá řada dalších spolků (v Mostě, Domažlicích, v Olomouci, Litomyšli a jinde). Úplně první aktivitu tohoto charakteru ale sledujeme již roku 1859 v Opavě, ve které byl ustanoven hedvábnický spolek s tehdy největší členskou základnou (přes 1000 členů). Spolky mezi sebou aktivně spolupracovaly, v Čechách postupně dominoval pražský spolek, který zakládal četné okresní pobočky, na Moravě zase se stejnou taktikou spolek Opavský. Královéhradecký kraj, nacházející se zhruba uprostřed těchto dvou vlivů, zaznamenal první morušovou výsadbu na konci 50. let, a proto byl později Atanáš Kopecký, který s ní započal, dokonce občasně nazýván "prvním pěstitelem hedvábí v Čechách" (jedná se ale pouze o etapu tzv. spolkového hedvábnictví, poněvadž první pěstitelé hedvábí se zde nacházeli patrně již v době Karla IV.).  Atanáš Kopecký pro hedvábnictví postupně získával více a více příznivců, se kterými založil roku 1862 vlastní organizaci – Českou hedvábnickou jednotu v Hradci Králové.
Již roku 1861 vydal Kopecký knihu O pěstování moruší a chovu bourců, která se pro velkou oblibu dočkala pěti vydání. Tato publikace předkládá praktické znalosti z hedvábnického oboru a postupně byla doplňována také o náměty k pěstování tzv. planého hedvábí, především ze zámotků motýla martináče pajasanového. Jednotě se podařilo získat téměř 400 členů a distribuovat skrze vlastní morušovou zahradu desítky tisíců moruší. 
Hedvábnické snahy po celých českých zemích ale skončily nezdarem, když na evropském trhu cena hedvábí poklesla otevřením Suezského průplavu roku 1869, který zlevnil dovoz z Dálného východu, navíc na konci 60. let 19. století postihla veškeré světové chovy pandemie bource morušového.
Do čela královéhradeckého hedvábnické spolku byl zvolen Jan Harrach, který ale pro svou vytíženost nemohl spolek řádně vést, proto pravomoci předsedy převzal místopředseda, kterým byl do konce svého života Kopecký.  Během 60. let 19. století se stal Kopecký uznávaným odborníkem na hedvábnickou problematiku – teoretickou i praktickou. Sepsal desítky článků pro Hospodářské noviny a další dobová hospodářská periodika. Oceněn byl dokonce císařským dvorem, konkrétně císařovnou Alžbětou Bavorskou. Roku 1868 získal Kopecký finanční odměnu také od Františka Josefa I., té se ale ve prospěch ostatních členů spolku vzdal. S vlastními hedvábnými výrobky se účastnil řady místních i světových výstav (Londýn, Paříž), na kterých v dané kategorii vždy zaujímal přední místa.

### Konec života
Kromě hedvábnictví se Kopecký v posledních letech soustředil také na další zemědělská odvětví, na Královéhradecku pěstoval např. vinnou révu, se kterou zvítězil na hospodářské výstavě v Nechanicích. V dobách svého volna objížděl Čechy jako "kočovný vyučující" se svými hospodářskými přednáškami, především na hedvábnická témata. V Hradci Králové silně podporoval český divadelní ochotnický spolek, u jehož založení stál, a celé české národní hnutí. Z vlastních finančních prostředků se snažil podporovat nadané, avšak špatně finančně zabezpečené, žáky a opakovaně s různým úspěchem žádal úřady o finanční podporu pro rozvoj místního školství.

Zemřel 13. září 1871 a jeho pohřeb se konal v hedvábnickém duchu. Uložen byl v rakvi ozdobené zámotky bource morušového a poblíž místa jeho hrobu na hřbitově v Kuklenách byl zasazen morušovník. Později, při přestavbě hřbitova, byl strom pokácen a hrob zrušen, přičemž zde byla umístěna mramorová deska, která život Kopeckého připomíná.
"Ve společnosti byl velmi oblíben, veselá jeho mysl a milé obcování činilo jej každému milým. Ukázalo se to po jeho skonu, krajinské i pražské listy přinesly smutečné zprávy (i německé), vzpomínajíce vděčně jeho zásluh." – Národní listy
"V povaze své vedle české rázovitosti jevil vždy neochvějné národní smýšlení požívaje na Královéhradecku veliké vážnosti" – Gustav Heš; Ottův slovník naučný

"Athanáš Kopecký v letech šedesátých minulého století jako apoštol putoval královéhradeckým krajem, vyhledávaje zde školy a fary a všude nadšeně pobízel a podněcoval k sázení moruší a pěstování bource hedvábného." – Václav Řezníček

## Dílo

### Knihy o hedvábnictví
- O pěstování moruší a chovu bourců (1861)
- Von der Cultur des Maulbeerbaumes und der Zucht der Seidenraupe (1866)

## Galerie

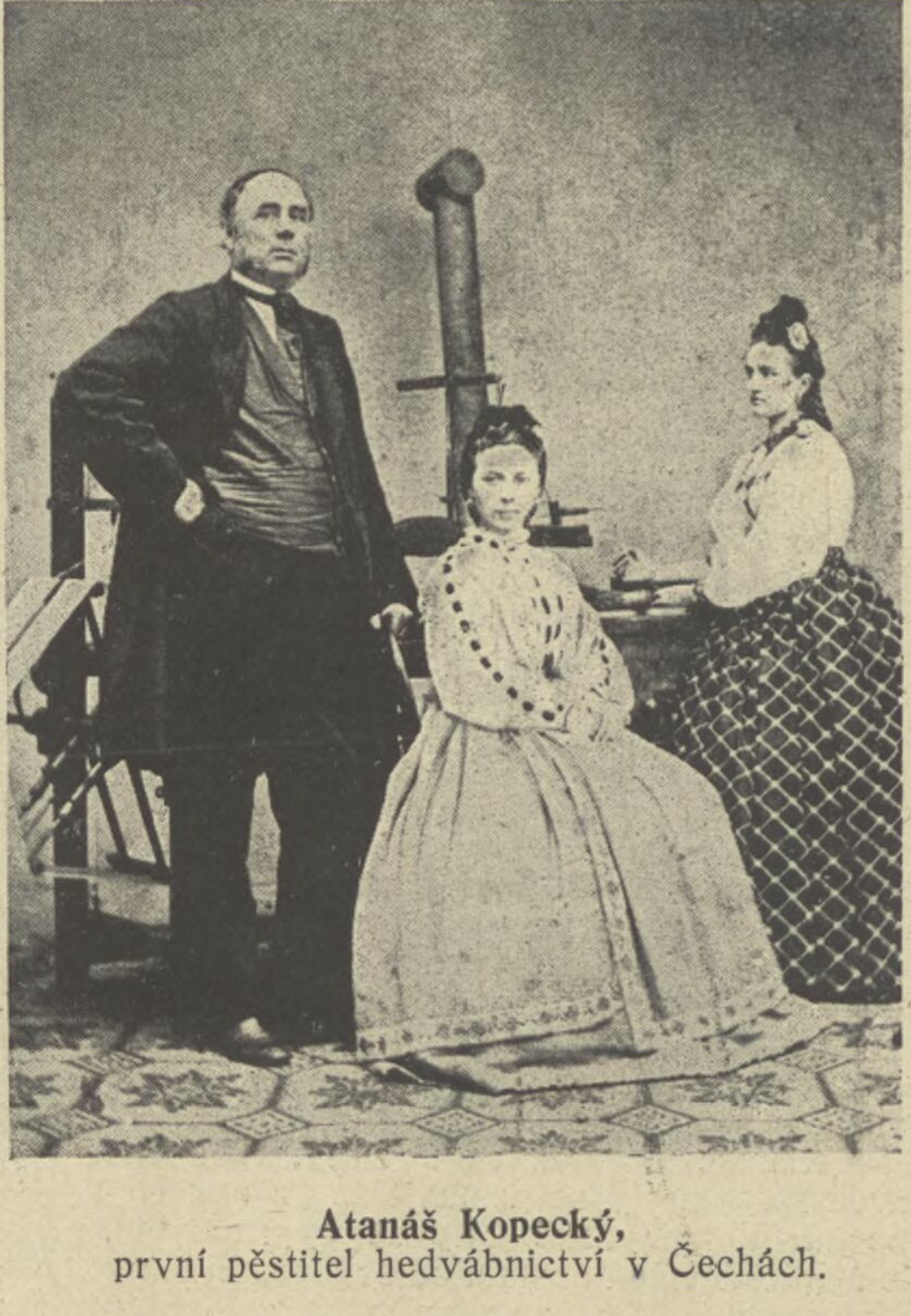
Atanáš Kopecký v 60. letech 19. století a Anna Červená (stojící vpravo), nejstarší dcera továrníka Václava Františka Červeného; fotografie z Vídeňských ilustrovaných novin z roku 1915.
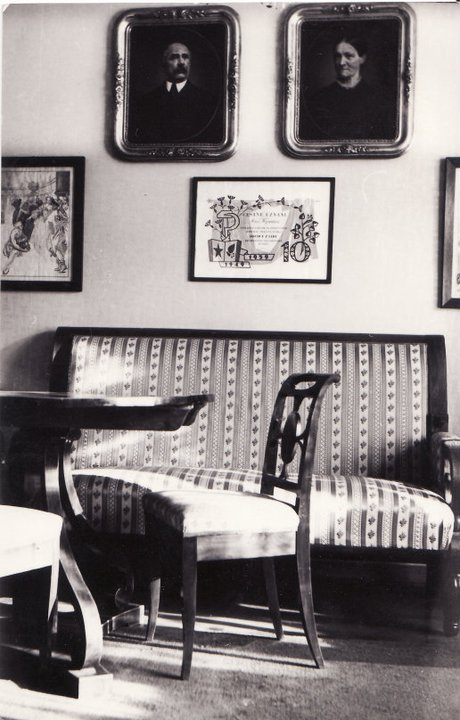
Nábytek Atanáše Kopeckého a dvě daguerrotypie (vpravo manželka Karolína Kopecký, rozená Voglová a vlevo Atanáš Kopecký).
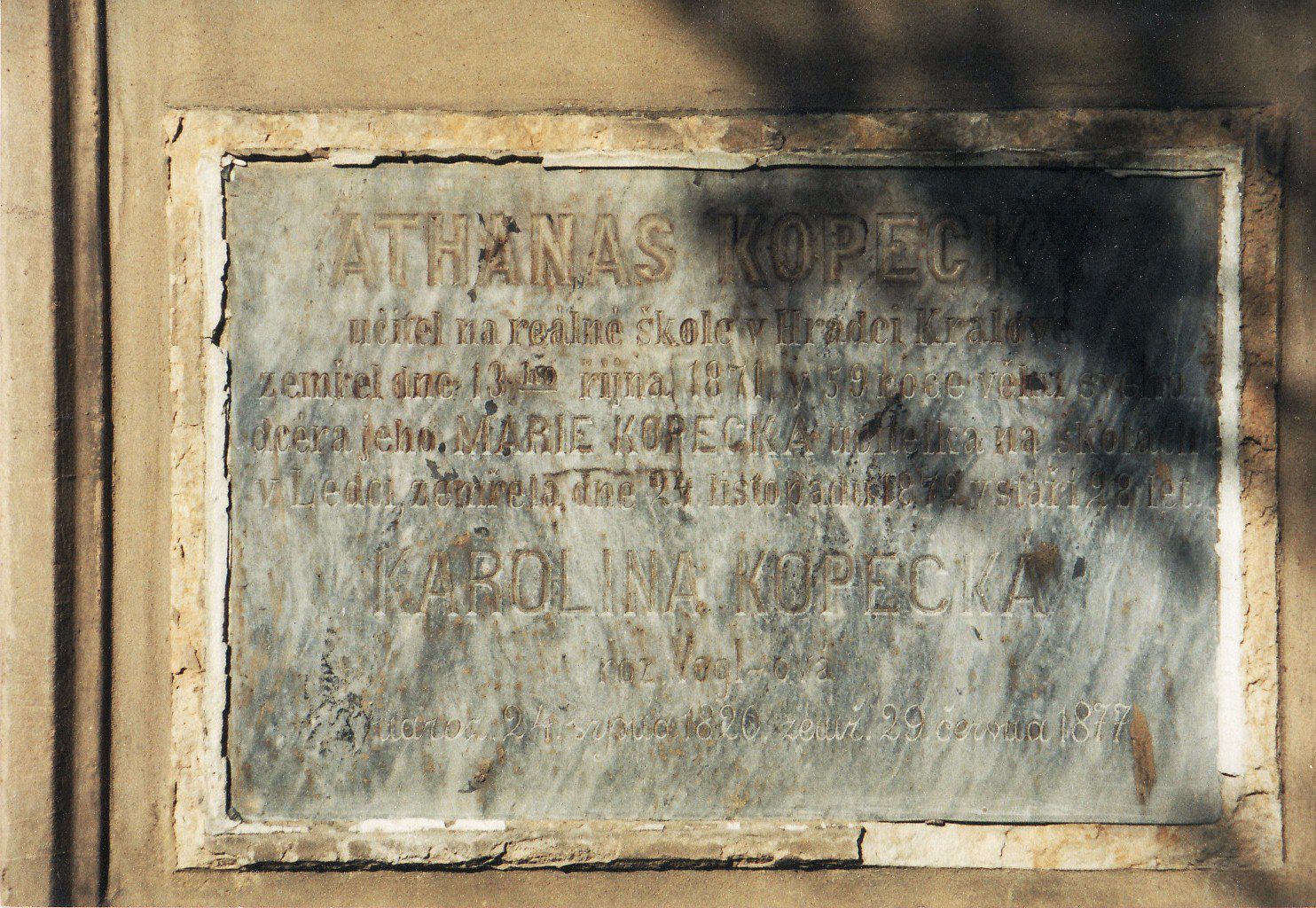
Náhrobek Atanáše Kopeckého na hřbitově v Kuklenách.